# Finlanda Propriu-Zisă
Finlanda Propriu-Zisă (finlandeză Varsinais-Suomen maakunta, suedeză Egentliga Finlands landskap) este una dintre cele 20 regiuni ale Finlandei. Capitala sa este orașul Turku.

## Originea denumirii

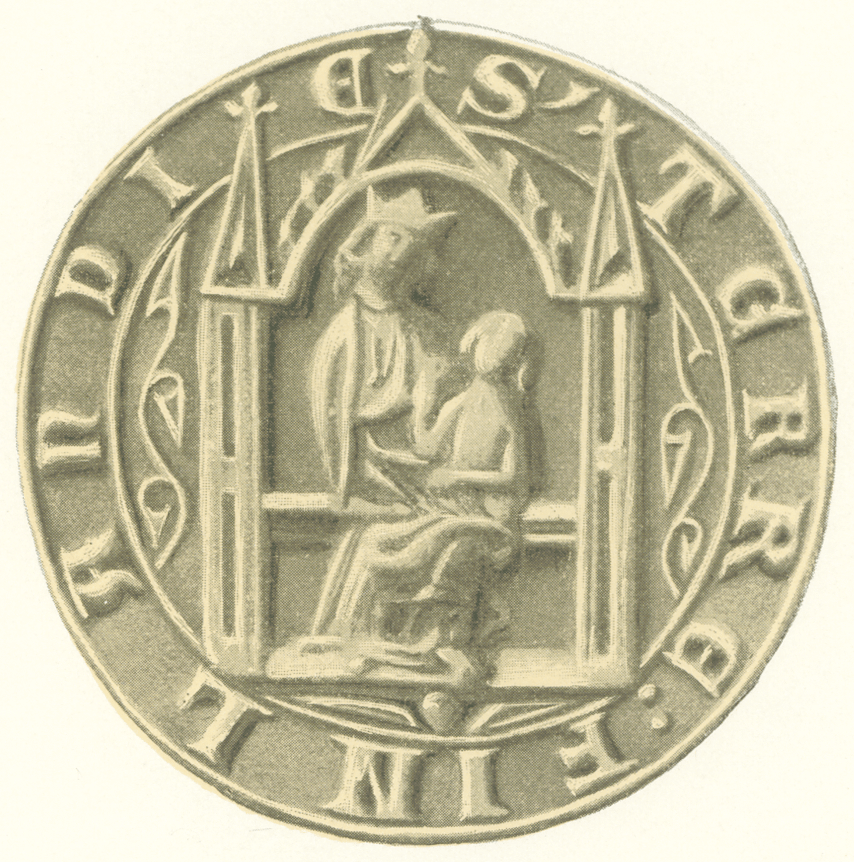
Sigiliul Finlandei Propriu-Zise din 1326

Denumirea are rădăcini istorice. În zona sudică a actualei Finlande, trăiau trei triburi — finii propriu-ziși, tavastii și karelii. În sud-vest, regiunea locuită de finii propriu-ziși era denumită Finlanda. Abia în secolul al XVII-lea, numele a început să fie folosit pentru întreg teritoriul de pe țărmul estic al Golfului Botnic, și a apărut nevoia pentru un nume separat care să se refere la vechea  Finlandă. Primii termeni latinești Fennigia specialiter dicta și Fennigia presse dicta sunt atestați prin anii 1650, fiind urmați prin secolul al XVII-lea de cei suedezi Finland för sig sielft și Egenteliga Finland. Forma modernă Egentliga Finland a fost folosită oficial la sfârșitul secolului, iar termenul finlandez Varsinais-Suomi s-a încetățenit abia prin anii 1850.

## Comune
Finlanda Propriu-Zisă are în componență 54 comune:
| - Alastaro - Askainen - Aura - Dragsfjärd - Halikko - Houtskär - Iniö - Kaarina - Kiikala - Kimito - Kisko - Korpo - Koski Tl | - Kustavi - Kuusjoki - Laitila - Lemu - Lieto - Loimaa - Marttila - Masku - Mellilä - Merimasku - Mietoinen - Muurla - Mynämäki - Naantali | - Nagu - Nousiainen - Oripää - Paimio - Pargas - Perniö - Pertteli - Piikkiö - Pyhäranta - Pöytyä - Raisio - Rusko - Rymättylä - Salo | - Sauvo - Somero - Suomusjärvi - Särkisalo - Taivassalo - Tarvasjoki - Turku - Uusikaupunki - Vahto - Vehmaa - Velkua - Västanfjärd - Yläne |